# Peter Ford (Diplomat)
Peter Ford (* 27. Juni 1947) ist ein früherer britischer Diplomat, der von 1999 bis 2003 Botschafter in Bahrain und von 2003 bis 2006 Botschafter in Syrien war. Er wurde seit 2010 einem größeren Publikum durch seine Kritik an der britischen Syrienpolitik bekannt.

## Leben
Ford besuchte die Weston Point Community Primary School, die Helsby Grammar School und das Queen’s College, Oxford. Er studierte Orientalistik und wurde im diplomatischen Dienst in Beirut, Riyadh, Paris und Kairo eingesetzt, bevor er Botschafter in Bahrain und darauf in Damaskus wurde.
Nach seiner Pensionierung im Jahre 2006 wurde er Vertreter des Generalkommissars des Hilfswerks der Vereinten Nationen Hilfswerk für Palästinaflüchtlinge (UNRWA).

## Positionen
2003 sandte Ford nach eigener Aussage als Botschafter in Bahrein vor dem Irakkrieg kritische Memoranden nach London, bedauerte aber später, nicht noch kritischer gewesen zu sein. In seiner Zeit in Damaskus (2003–2006) sei er immer stärker auf Distanz zur britischen Außenpolitik gegangen.
In der Zeit nach seiner Pensionierung wurde er als Verteidiger des Regimes von Baschar al-Assad während des Bürgerkriegs in Syrien bekannt. Er kritisierte die Politik Großbritanniens gegenüber Syrien und hielt es für einen Fehler, die diplomatische Verbindung abzubrechen und einen Regimewechsel zu fordern.
Im Rückblick auf die britische Syrienpolitik bezichtigte er die Regierung der Lüge und der beständigen Fehler, durch die sich die Situation noch verschlimmert habe. Die Regierung habe die Lage Syriens von Anfang des Konfliktes an falsch verstanden und falsch dargestellt. Die anfängliche Prognose eines frühzeitigen Rücktritts Assads sei falsch gewesen, darauf folgte die Fehleinschätzung der Stärke der moderaten Opposition. Anstatt tatsächlich einzugreifen, habe man durch große Worte die Opposition zu einer unrealistischen Aktion angestachelt. Das Ergebnis sei für jeden vorhersehbar gewesen, „der nicht von Wunschdenken benebelt war“.
Er kritisierte David Cameron, mit dem Fall Assads öffne man die Büchse der Pandora, bei einem Sieg der Islamisten sei mit dem Schlimmsten zu rechnen wie im Falle Libyens und des Irak. Es sei mit Massakern an Christen, Schiiten, Alawiten, Druzen und anderen Minderheiten zu rechnen.
Für den Angriff auf eine humanitäre Mission der UN im Oktober 2016 machte er oppositionelle Kräfte verantwortlich, obwohl eine Untersuchungskommission der UN feststellte, der Angriff sei aus der Luft erfolgt, wo nur die Luftstreitkräfte Syriens und Russlands in der Region operierten. Die Kommission kam nicht zu einem endgültigen Urteil darüber, ob es sich bei dem Angriff, der zum Tod von 10 Menschen führte, um einen Irrtum oder um Absicht gehandelt hatte.
Nach dem Giftgasangriff von Chan Schaichun vom 4. April 2017 äußerte Ford gegenüber der BBC, es gebe „keinen Beweis“ für eine Beteiligung der syrischen Regierung. Es wäre ohne Sinn, dies Assad zu unterstellen, da er sich mit einem solchen Angriff selbst massiv schaden würde. Ford erinnerte an falsche Zeugenaussagen während des Irak-Kriegs. Genau die gleiche Argumentation präsentierte Ford ein Jahr später nach dem Giftangriff auf Douma.
Ford nahm an der Syrienkonferenz von EuroCSE am 5. und 6. April 2017 teil, die von Assadgegnern wegen der Teilnahme von syrischen Politikern und Befürwortern des Assadregimes kritisiert wurde. Auf der Konferenz beschrieb Ford die Politik Großbritanniens als inkohärent und grotesk (“incoherent and grotesque”) und bezichtigte die Regierung, ganz vorne bei denen dabei zu sein, die Syrien zerstörten. Die Regierung verkaufe die Menschen für dumm, indem sie sich mit Informationen zu finanzieller und militärischer Unterstützung zurückhalte. Dies sei möglich, da es keine Opposition im Parlament gebe und die Medien leichtgläubig seien. Großbritannien solle aufhören, bewaffnete Gruppen zu unterstützen und nicht weiter die Illusion verbreiten, man könne Assad zum Aufgeben bewegen. „Das ist auch gegenüber der Syrischen Opposition unanständig. Jeder Dummkopf kann sehen, dass dies nicht funktionieren wird, gerade jetzt nach Aleppo.“ (“This is unkind to the Syrian opposition themselves. Any fool can see that this is not going to happen, especially after Aleppo.”)